# Riihimäki glasbruk

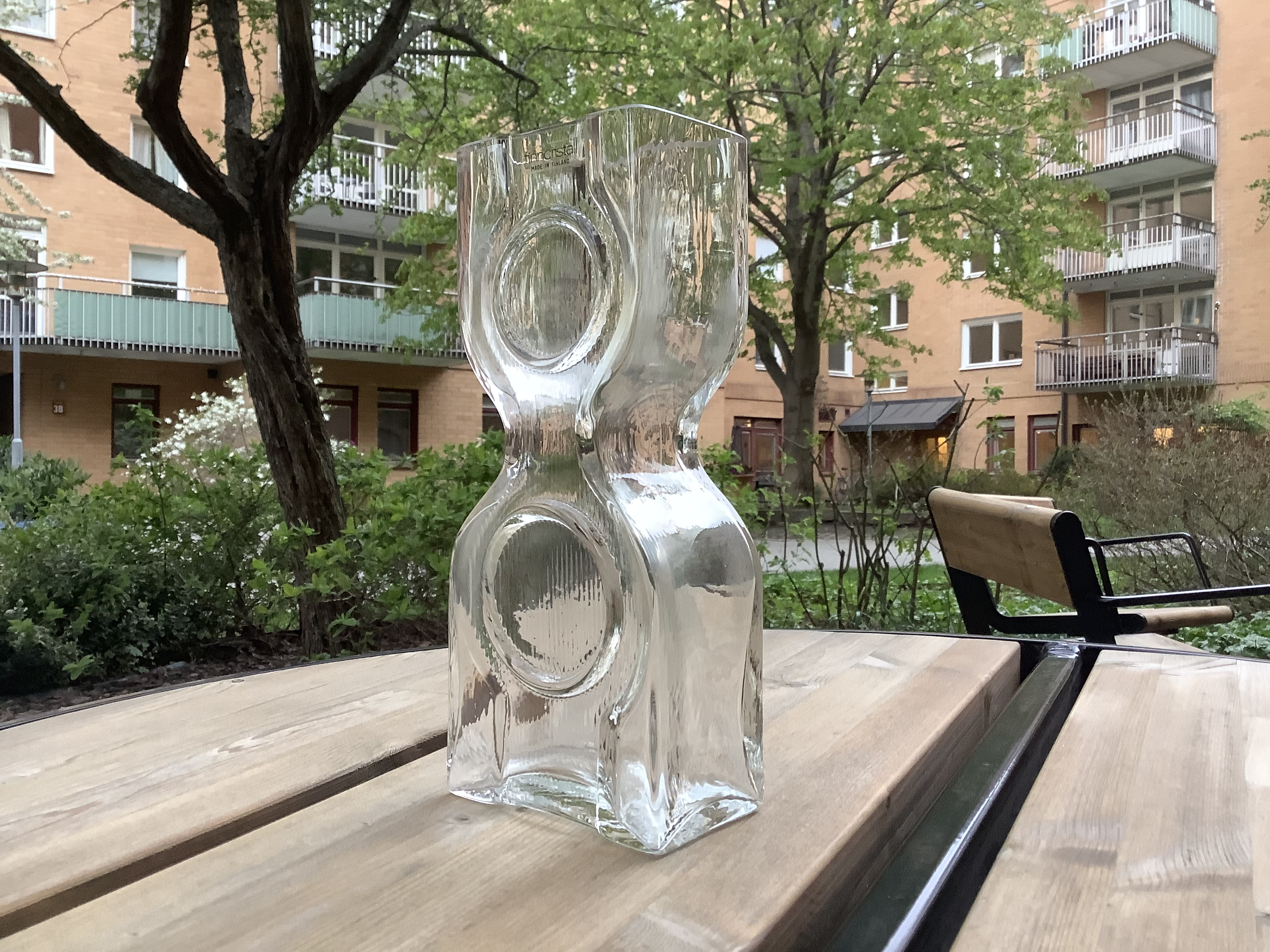
Vasen Golvuret (finska: Kaappikello) formgiven av Helena Tynell producerades för Riihimäki glasbruk 1966-1969, i olika storlekar och färger.

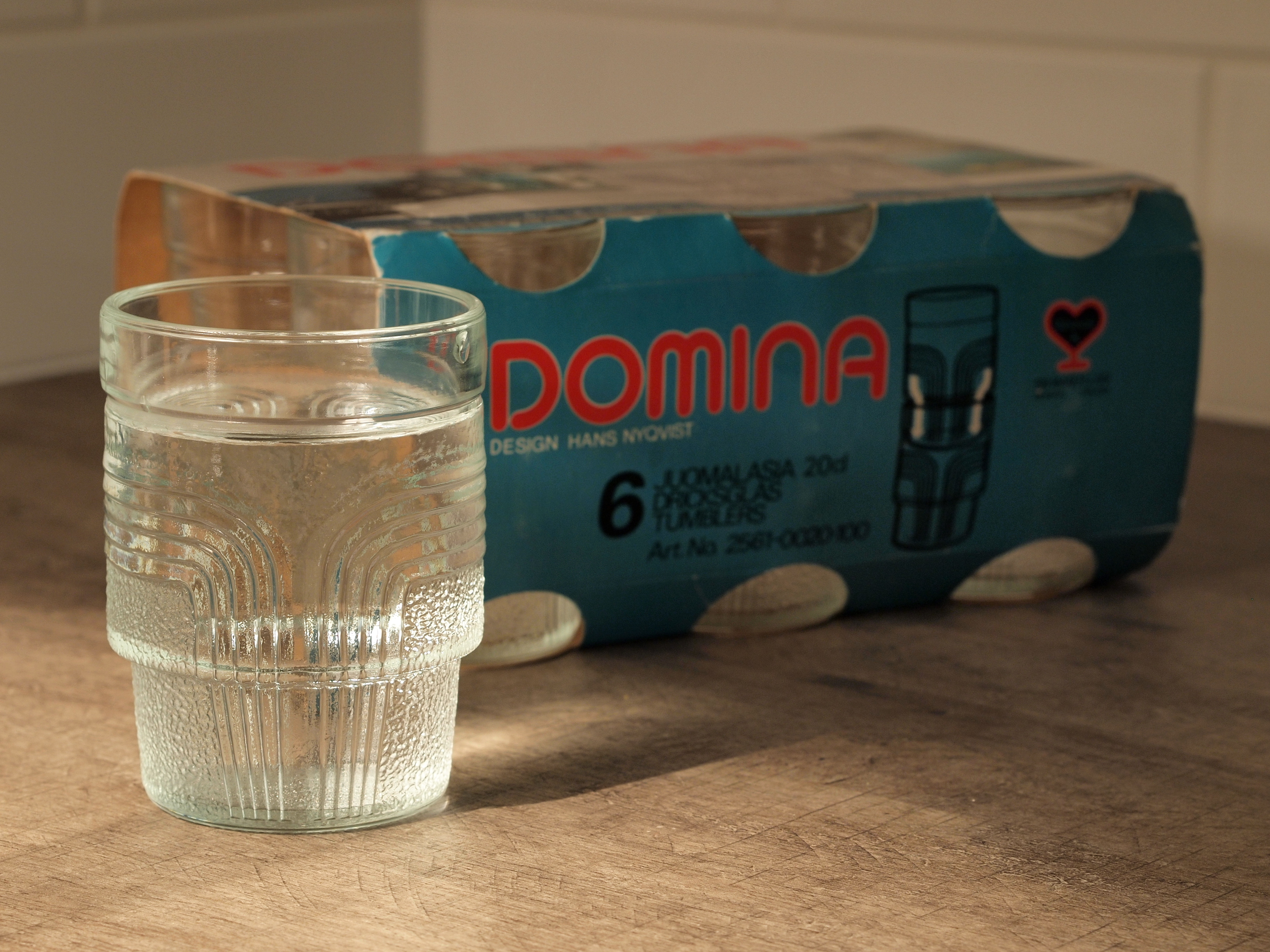
Domina-dricksglas av Hans Nyqvist

Riihimäki glasbruk (finska: Riihimäen lasi) var ett glasbruk i Riihimäki i Finland, i drift 1910–90.
Riihimäki glasbruk grundades 1910 av bergsrådet A.P. Kolehmainen och hans bror Roope Kolehmainen. Från början tillverkades främst emballage- och fönsterglas. På 1920-talet anställdes konstnärer som Eva Gyldén och Tyra Lundgren. Åren 1928–33 var Henry Ericsson verksam vid Riihimäki och skapade kända glasföremål i gravyr och formgivning influerade av Orrefors glasbruk. Från 1937 tillverkades även plastförpackningar.
Under 1940-talet ökade produktionen av konstglas. Bland formgivarna verksamma vid bruket märks Arttu Brummer 1937–51, Gunnel Nyman 1932–48, Nanny Still från 1950, Helena Tynell från 1946,  Greta-Lisa Jäderholm-Snellman, Aimo Okkolin, Sakari Pykälä, Timo Sarpaneva och Erkki Tapio Siiroinen. Konstglasproduktionen upphörde 1976. Tillverkningen av förpackningsglas fortsatte till 1990.
Riihimäki glasbruk köpte 1927 Köklax glasbruk i Köklax. Det lades lades ned 1952.
Ahlstrom Oy köpet glasbruket 1980. Tillverkningen av förpackningsglas fortsatte till 1990, då glasbruket lades ned. Finlands glasmuseum ligger nu i Riihimäki glasbruks byggnad, ursprungligen från 1914, i vilken glasbruket flyttade in 1921.